# Stephen Frears
Stephen Arthur Frears (født 20. juni 1941) er en engelsk filminstruktør. Han er særligt kendt for sine to oscarnominerede film Farlige forbindelser fra 1988 og The Queen fra 2006.

## Udvalgt filmografi
- My Beautiful Laundrette (1985)
- Farlige forbindelser (1988)
- The Grifters (1990)
- The Hi-Lo Country (1996)
- High Fidelity (2000)
- Dirty Pretty Things (2002)
- Mrs Henderson Presents (2004)
- The Queen (2006)
- Philomena (2013)